# Existential Reckoning
Existential Reckoning es el cuarto álbum de estudio de Puscifer, lanzado el 30 de octubre de 2020 por Alchemy Recordings y BMG Rights Management.

## Lista de canciones
| N.º | Título                 | Duración |  |
| 1.  | «Bread and Circus»     | 6:28     |  |
| 2.  | «Apocalyptical»        | 5:22     |  |
| 3.  | «The Underwhelming»    | 5:04     |  |
| 4.  | «Grey Area»            | 3:58     |  |
| 5.  | «Theorem»              | 5:04     |  |
| 6.  | «UPGrade»              | 4:53     |  |
| 7.  | «Bullet Train to Iowa» | 5:05     |  |
| 8.  | «Personal Prometheus»  | 7:25     |  |
| 9.  | «A Singularity»        | 5:30     |  |
| 10. | «Postulous»            | 3:41     |  |
| 11. | «Fake Affront»         | 3:28     |  |
| 12. | «Bedlamite»            | 4:50     |  |

## Posicionamiento en lista
| Lista (2020)                            | Posición |
| --------------------------------------- | -------- |
| Australian Albums (ARIA)                | 92       |
| Estados Unidos (Billboard 200)          | 65       |
| Estados Unidos (Independent Albums)     | 13       |
| Estados Unidos (Top Rock Albums)        | 12       |
| Estados Unidos (Top Alternative Albums) | 7        |
| Reino Unido (UK Independent Albums)     | 45       |
| Suiza (Schweizer Hitparade)             | 57       |